# Староабдуловское сельское поселение
Староабдуловское се́льское поселе́ние — муниципальное образование в Тукаевском районе Татарстана Российской Федерации.
Административный центр — село Старое Абдулово.

## История
Статус и границы сельского поселения установлены Законом Республики Татарстан от 31 января 2005 года № 39-ЗРТ Законом Республики Татарстан от 31 января 2005 года № 42-ЗРТ «Об установлении границ территорий и статусе муниципального образования "Тукаевский муниципальный район" и муниципальных образований в его составе».

## Население
| 2010 | 2011 | 2012 | 2013 | 2014 | 2015 | 2016 |
| ---- | ---- | ---- | ---- | ---- | ---- | ---- |
| 912  | ↗914 | ↘905 | ↘897 | ↘896 | ↘882 | ↘872 |
| 2017 | 2018 |      |      |      |      |      |
| ↗874 | ↘855 |      |      |      |      |      |

## Состав сельского поселения
| № | Населённый пункт | Тип населённого пункта       | Население |
| - | ---------------- | ---------------------------- | --------- |
| 1 | Артамоновка      | деревня                      |           |
| 2 | Ирек-Тан         | деревня                      |           |
| 3 | Левашево         | деревня                      |           |
| 4 | Мрясово          | село                         |           |
| 5 | Старое Абдулово  | село, административный центр |           |
| 6 | Торнаташ         | деревня                      |           |